# Měnírna Bořislavka
Měnírna Bořislavka v Dejvicích v Praze je zaniklá tramvajová měnírna, která stála při vyústění ulice Kladenská na Náměstí Bořislavka na hranici katastru Vokovice.

## Historie
Transformační stanice byla pro Elektrické podniky postavena v letech 1930–1932 podle projektu architekta Josefa Kříže.
Nahradila starší systém napájení úseku tramvajové tratě vedoucí Kladenskou ulicí, vybudovaným u jednokolejné smyčky na Bořislavce určené pro ukončení jedné tramvajové linky. Od 29. prosince 1930 zde zajišťovala napájení provizorní pojízdná měnírna, umístěná přibližně 200 metrů před koncem původní tratě; později ji zakryla ochranná bouda. Kolej, na které měnírna stála, vedla kolmo k trati a na odbočku se couvalo pomocí povrchového oblouku z levé traťové koleje. Až v červnu 1932 zde byla uvedena do provozu měnírna, která měla na západní straně žlábkovou, 19 metrů dlouhou kolej pro případ potřeby odstavení pojízdné měnírny; tato se na trať napojovala podle potřeby povrchovým obloukem.
V roce 1990 prošlo zařízení měnírny modernizací. V prosinci 2004 byla stanice přes protesty občanů zbořena a na jejím místě postaven multifunkční komplex Evropská City. Její funkci převzala nová měnírna na Náměstí Bořislavka.

### Popis
Stavba měla na fasádě funkcionalistické pásová okna, luxfery a stožár a zakrývala ji přesahující střecha.